# Otto Hönigschmid

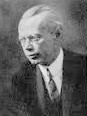
Otto Hönigschmid

Otto Hönigschmid (Hořovice, 13 marzo 1878 – Monaco di Baviera, 14 ottobre 1945) è stato un chimico ceco (boemo dell'impero Austro-ungarico).

## Biografia
Hönigschmid frequento il Ginnasio a Olomouc e quindi studiò alla Università Carolina di Praga sotto la guida di Guido Goldschmiedt (lo scopritore della struttura della papaverina).

### Attività scientifica
Hönigschmid lavorò a Parigi sotto la guida di Henri Moissan (1904–06) e all'Harvard University sotto la guida di Theodore Richards.
Conseguì l'abilitazione nel 1908.
Dopo il 1911 fu professore di Chimica inorganica e analitica al Politecnico di Praga e, dopo la prima guerra mondiale, all'Università di Monaco.
Si specializzò nella ricerca sui carburi e sui silicati e nella misurazione della massa atomica.

### Morte
Hönigschmid morì suicida poco dopo la morte del suo amico e collega all'Università di Monaco Hans Fischer.

## Onorificenze
Nel 1940 fu premiato con la Medaglia Liebig.